# Driopea luteolineata
Driopea luteolineata är en skalbaggsart som beskrevs av Maurice Pic 1926. Driopea luteolineata ingår i släktet Driopea och familjen långhorningar. Inga underarter finns listade i Catalogue of Life.